# 클레번트 데릭스
클레번트 데릭스(Cleavant Derricks Jr., 1953년 5월 15일 ~ )는 토니상을 수상한 미국의 싱어송라이터이자 배우다.
녹스빌에서 태어났다.

## 방송
- 슬라이더

## 영화
- 마이애미 대침몰 (2011년) - 레이 밀러 역
- 세계 여행자 (2001년)
- 슬라이더 (1995년)
- 별난 경찰관 (1986년)
- 슬러거의 아내 (1985년)
- 발디미르의 선택 (1984년)
- 암흑가의 투캅스 (1981년)